# Beni Milleuk
Beni Milleuk là một đô thị thuộc tỉnh Tipaza, Algérie. Dân số thời điểm năm 2002 là 6.89 người.